# Шишона
Шишона, Хіхона (валенс. Xixona, ісп. Jijona, офіційна назва Xixona/Jijona) — муніципалітет в Іспанії, у складі автономної спільноти Валенсія, у провінції Аліканте. Населення — 6860 осіб (2022).
Муніципалітет розташований на відстані близько 350 км на південний схід від Мадрида, 20 км на північ від Аліканте.

## Демографія
Динаміка населення (INE ):

## Галерея зображень

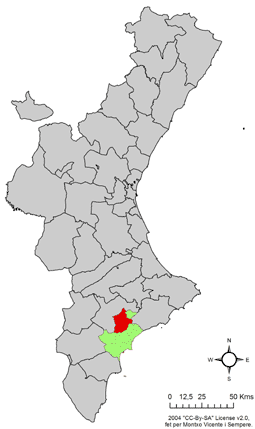
Розташування муніципалітету Шишона у автономній спільноті Валенсія
Розташування муніципалітету Шишона у комарці Кампо-де-Аліканте